# مولودوتين
مولودوتين هي قرية في المنطقة الإدارية كاميين ضمن مقاطعة تشيلم في محافظة لوبلين في شرق بولندا. تقع على بعد حوالي 4 كيلومتر (2 ميل) جنوب غرب كامين، 11 كيلومتر (7 ميل) جنوب شرق تشيلم و 72 كيلومتر (45 ميل) شرق العاصمة الإقليمية لوبلان.